# Wybory parlamentarne w Kazachstanie w 2004 roku
Wybory parlamentarne w Kazachstanie w 2004 roku odbyły się 19 września  (I tura) oraz 3 października 2004 (II tura). W ich wyniku wyłoniono 77 deputowanych do Mażylisu Parlamentu Republiki Kazachstanu.
Zwycięstwo odniosła partia Nur Otan prezydenta Nursułtana Nazarbajewa.

## Wyniki

### I tura
| Partia                                                  | Listy partyjne | Listy partyjne | Listy partyjne | Jednomandatowe okręgi wyborcze |
| Partia                                                  | Głosy          | Głosy          | Mandaty        | Mandaty                        |
| Partia                                                  | Liczba         | %              | Liczba         | Liczba                         |
| ------------------------------------------------------- | -------------- | -------------- | -------------- | ------------------------------ |
| Nur Otan                                                | 2 883 706      | 60,61          | 7              | 26                             |
| Demokratyczna Partia Kazachstanu „Ak Żoł”               | 572 672        | 12,04          | 1              | —                              |
| Asar                                                    | 541 239        | 11,38          | 1              | 2                              |
| Blok Partii Agrarnej Kazachstanu i Partii Obywatelskiej | 336 177        | 7,07           | 1              | 9                              |
| Opozycyjny Blok Komunistów i QDT                        | 163 824        | 3,44           | —              | —                              |
| Komunistyczna Ludowa Partia Kazachstanu                 | 94 140         | 1,98           | —              | —                              |
| Kazachska Partia Socjaldemokratyczna Auył               | 82 523         | 1,73           | —              | —                              |
| Demokratyczna Partia Adilet                             | 36 379         | 0,76           | —              | —                              |
| Partia Patriotów Kazachstanu                            | 26 287         | 0,55           | —              | —                              |
| Partia Odrodzenie                                       | 20 826         | 0,44           | —              | —                              |
| niezależni                                              | —              | —              | —              | 8                              |
| Ogółem                                                  | 4 757 773      | 97,23%         | 10             | 45                             |
| Głosy nieważne                                          | 135 431        | 2,77%          | —              | —                              |
| Frekwencja                                              | 4 893 204      | 56 49%         | —              | —                              |

### II tura
| Partia                                                  | Mandaty   |
| ------------------------------------------------------- | --------- |
| Nur Otan                                                | 9         |
| Asar                                                    | 1         |
| Blok Partii Agrarnej Kazachstanu i Partii Obywatelskiej | 1         |
| Demokratyczna Partia Adilet                             | 1         |
| niezależni                                              | 10        |
| Ogółem                                                  | 22        |
| Głosy oddane                                            | 1 250 675 |
| Frekwencja                                              | 45,21%    |

### Suma mandatów
| Partia                                                  | Mandaty | Mandaty |
| Partia                                                  | Liczba  | +/−     |
| ------------------------------------------------------- | ------- | ------- |
| Nur Otan                                                | 42      | 21      |
| Blok Partii Agrarnej Kazachstanu i Partii Obywatelskiej | 11      | 5       |
| Asar                                                    | 4       | nowa    |
| Demokratyczna Partia Kazachstanu „Ak Żoł”               | 1       | nowa    |
| Demokratyczna Partia Adilet                             | 1       | nowa    |
| Opozycyjny Blok Komunistów i QDT                        | 0       | 3       |
| Komunistyczna Ludowa Partia Kazachstanu                 | 0       | nowa    |
| Kazachska Partia Socjaldemokratyczna Auył               | 0       | nowa    |
| Partia Patriotów Kazachstanu                            | 0       | nowa    |
| Partia Odrodzenie                                       | 0       |         |
| niezależni                                              | 18      | 5       |
| Ogółem                                                  | 77      | —       |

Rozmieszczenie mandatów w Mażylisie